# Gaugino
U fizici elementarnih čestica, gaugino je hipotetski superpartner gauge polja kako predviđa gauge teorija. Oni su fermioni.
U najmanjem supersimetričnom produžetku standardnog modela postoje sljedeći gaugini:
- Gluino (simbol g͂) je superpartner gluona, stoga nose naboj boje.
- Gravitino (simbol G͂) je supersimetrični partner gravitona.
- Winos (simbol W͂±) i zino (simbol Z͂0) su superpartneri W i Z bozona SU(2)L gauge polja.
- Bino je superpartner U(1) gauge polja odgovarajući slabom hipernaboju.

Gaugini se miješaju s higgsinima, superpartnerima odgovarajućeg stupnja slobode Higgsova polja, da bi stvorili neutraline (bez električkog naboja) i chargine (električki nabijeni). U mnogim modelima najlakši neutralino, nekad zvan i photinom, je stabilan. U tom slučaju ona je slabo međudjelujuća masivna čestica i postaje kandidatom za tamnu tvar.